# Stalag
Een Stalag, een Duitse afkorting voor Mannschaftsstamm- und Straflager (ook wel "Stammlager"), was een gevangenenkamp voor manschappen en onderofficieren die gedurende de Tweede Wereldoorlog in Duitse krijgsgevangenschap waren geraakt. Volgens de regels van de Conventie van Genève moeten krijgsgevangenen ver van het front onder vastgelegde omstandigheden worden vastgehouden. Capaciteitsproblemen leidden er tijdens de oorlog toe dat na 1940 ook krijgsgevangen officieren, eerder in "Oflags" (Offizier-Lager) gevangengezet, naar Stalags werden gebracht.
De Stalags vielen onder het gezag van het leger en het Allgemeine Wehrmachtsamt (AWA) onder leiding van generaal Hermann Reinecke. Op 25 september 1944 kreeg Reichsführer SS Heinrich Himmler, bevelhebber van het reserveleger, de leiding over de Stalags. SS-Obergruppenführer en generaal van de Waffen-SS Gottlob Berger werd de leiding toevertrouwd.
In de Stalags werd bewust uithongering toegepast, met name waar het Sovjet-krijgsgevangen betrof. De kampen bestonden uit een veld met prikkeldraad erom heen, waar duizenden mensen opeengepakt stonden. Er was meestal geen ruimte om te zitten of liggen. Ook was er vaak geen beschutting tegen het weer, dat in Poolse en Wit-Russische winter zeer koud kon zijn. Het verstrekte voedsel was te weinig om de gevangenen in leven te houden. In de Sovjet-Stalags was het sterftepercentage gedurende de hele oorlog 57,5 procent: gedurende de laatste maanden van 1941 lag dit veel hoger. Het sterftepercentage voor Stalags voor westerse geallieerden lag onder de 5 procent. 
Er waren zeven soorten Stalag:
- Dulag (Durchgangslager)
- Stalag (Stammlager), een krijgsgevangenenkamp
- Oflag (Offizier-Lager)
- Stalag Luft (Luftwaffe-Stammlager)
- Marlag (Marine-Lager)
- Milag (Marine-Internierten-Lager), een kamp voor geïnterneerde opvarenden van de koopvaardij
- Ilag (Internierungslager), een kamp voor geïnterneerde vijandelijke onderdanen

## Galerij

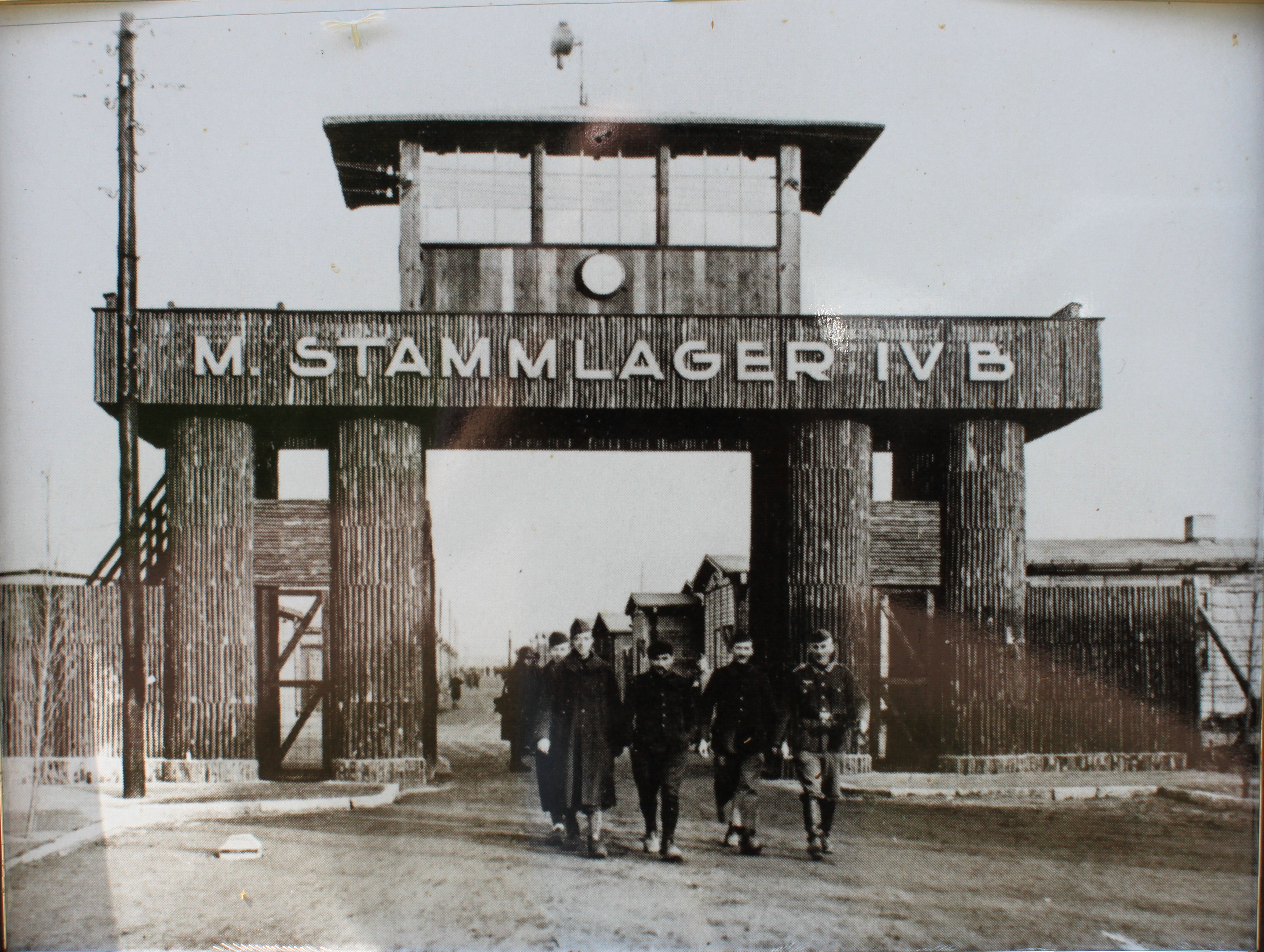
Ingang van Stalag IV-B
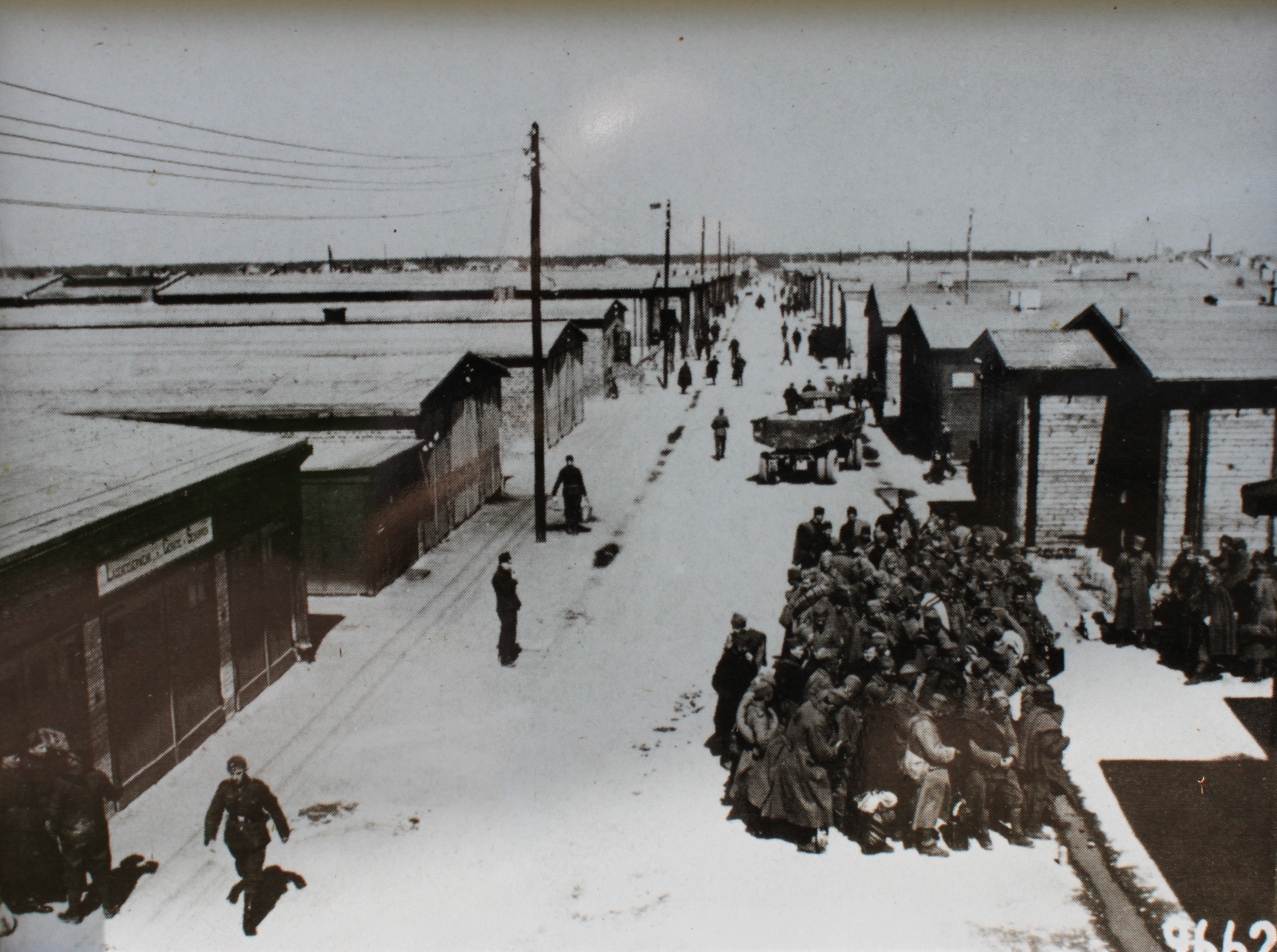
Straat in StaLag IV-B
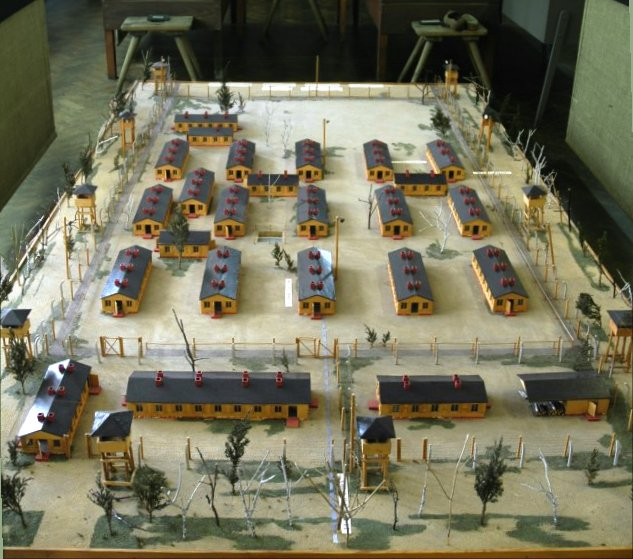
Model van Stalag in Sagan, Polen

## Aparte items
- Stalag IV-B
- Stalag VI C Bathorn
- Stalag VI B Meppen-Versen
- Stalag XI-A
- Stalag Luft III
- Stalag 328
- Stalag 371 Stanislau